# 134040 Beaubierhaus
134040 Beaubierhaus è un asteroide della fascia principale. Scoperto nel 2004, presenta un'orbita caratterizzata da un semiasse maggiore pari a 2,6963641 UA e da un'eccentricità di 0,1415635, inclinata di 12,35864° rispetto all'eclittica.